# Alex Mizurov
Alex Mizurov (* 20. Juni 1988 in Astana, Kasachstan) ist ein deutscher Skateboarder kasachischer Herkunft. Er wurde Skateboard-Europameister (2006) und siebenmal Deutscher Meister, das letzte Mal 2019 in Rust.

## Werdegang
1995 kam Alex Mizurov mit seinen Eltern nach Deutschland. Er wuchs in Rastatt auf.
Bevor er durch einen Mitschüler zum Skaten kam, spielte er bei Frankonia Rastatt Fußball.
2006 wurde er in Basel Europameister und Mizurov gewann das internationale „éS-Game of S.K.A.T.E.“ in San Diego.
Er setzte sich im Finale gegen seinen Mitstreiter und amerikanischen Profiskater, und titulierten Skater of the year 2006, Chris Cole durch.
Dieser Sieg verhalf ihm in den USA zu steigender Popularität, worauf einige hochklassige Skate Brands auf ihn aufmerksam wurden und ihn unter Vertrag nahmen.
Im Jahr 2006 wirkte Mizurov zusammen mit Jan Kliewer, Paco Elles und Laif Draasch in dem Video „5.1 Fahrvergnügen“ mit, welches in Kooperation mit dem Skateboarding-Magazin Playboard produziert wurde.
Außerdem belegte er im Dezember 2007 den sechsten Platz bei den X Games in Dubai.
Für das EMillion-Team errang er 2007 den ersten Platz beim „Grind-around-the-Weihnachtsbaum“-Festival im Carhartt Skatepark in Weil am Rhein.
Im Februar 2017 war er Gast in der Fernsehsendung Klein gegen Groß.
Bis Februar 2020 trainierte er beim Karlsruher Verein Rollbrett e. V. 2020 war er Mitglied des deutschen Olympiakaders.
2023 belegte Mizurov bei der Deutschen Meisterschaft des Deutschen Rollsport und Inline-Verband e.V. in Leipzig den zweiten Platz nach Jost Arens.

## Privates
Er ist bekannt für seine technisch anspruchsvollen Skatetricks. Er ist verheiratet, wohnt in Dubai und hat seit 2021 seine eigene Skateboard Brand.